# Фінал кубка Англії з футболу 1880
Фінал кубка Англії з футболу 1880 — 9-й фінал найстарішого футбольного кубка у світі. Учасниками фіналу були «Клепем Роверз» і «Оксфорд Юніверсіті». Володарем кубкового трофею став «Клепем Роверз».

## Шлях до фіналу
| «Клепем Роверз» | «Клепем Роверз» | «Клепем Роверз» | Раунд           | «Оксфорд Юніверсіті» | «Оксфорд Юніверсіті» | «Оксфорд Юніверсіті»    |
| --------------- | --------------- | --------------- | --------------- | -------------------- | -------------------- | ----------------------- |
| Суперник        | Результат       | Матчі           |                 | Суперник             | Результат            | Матчі                   |
| «Ромфорд»       | 7—0             | 7—0             | Перший раунд    | «Марлоу»             | 2—1                  | 1—1, 1—0 (перегравання) |
| «Саут Норвуд»   | 4—1             | 4—1             | Другий раунд    | «Бірмінгем»          | 6—0                  | 6—0                     |
| «Пілігрімс»     | 7—0             | 7—0             | Третій раунд    | «Астон Вілла»        | технічна перемога    | технічна перемога       |
| «Гендон»        | 2—0             | 2—0             | Четвертий раунд | «Мейденгед»          | 1—0                  | 1—0                     |
| «Олд Ітоніанс»  | 1—0             | 1—0             | П'ятий раунд    | «Роял Енджинірс»     | 2—1                  | 1—1, 1—0 (перегравання) |
| -               | -               | -               | 1/2 фіналу      | «Ноттінгем Форест»   | 1—0                  | 1—0                     |

## Матч
| 10 квітня 1880 |

| Клепем Роверз   | 1:0      | Оксфорд Юніверсіті |
| --------------- | -------- | ------------------ |
| Ллойд-Джонс 84' | Протокол |                    |

| Кеннінгтон Овал, Лондон Глядачів: 6 000 Арбітр: Майор Френсіс Мариндін |

|  |  |

|    |  |                     |  |
|    |  |                     |  |
| В  |  | Редж Беркетт        |  |
| З  |  | Роберт Огілві       |  |
| З  |  | Едгар Філд          |  |
| ПЗ |  | Вінсент Вестон      |  |
| ПЗ |  | Норман Бейлі        |  |
| ПЗ |  | Артур Джон Стенлі   |  |
| Н  |  | Гарольд Бругем      |  |
| Н  |  | Френсіс Спаркс      |  |
| Н  |  | Фелікс Баррі        |  |
| Н  |  | Едвард Рам          |  |
| Н  |  | Клоптон Ллойд-Джонс |  |

|    |  |                   |  |
|    |  |                   |  |
| В  |  | Персівал Парр     |  |
| З  |  | Клод Вілсон       |  |
| З  |  | Чарльз Кінг       |  |
| ПЗ |  | Френсіс Філіпс    |  |
| ПЗ |  | Бертрам Роджерс   |  |
| ПЗ |  | Реджиналд Хейгейт |  |
| Н  |  | Джордж Чилдс      |  |
| Н  |  | Джон Айр          |  |
| Н  |  | Френсіс Кроуді    |  |
| Н  |  | Евелін Гілл       |  |
| Н  |  | Джон Лаббок       |  |